# Johannes Mononen
Johannes Mononen (4 de maio de 1991) é um futebolista finlandês.